# Università statale calmucca
L'Università statale calmucca (KalmGU, in russo Калмыцкий государственный университет?, Kalmyckij gosudarstvennyj universitet) è un ente di istruzione accademica russo situato a Ėlista.

## Struttura
- Facoltà di agraria
- Facoltà di scienze umanistiche
- Istituto di lettere calmucche e studi orientali
- Facoltà ingegneristico-tecnologica
- Facoltà di matematica, fisica e tecnologie informatiche
- Facoltà di istruzione professionale secondaria
- Facoltà di formazione dei docenti e biologia
- Facoltà di gestione e diritto
- Facoltà di economia
- Facoltà di formazione preuniversitaria e dei cittadini stranieri
- Facoltà di formazione professionale aggiuntiva